# Bryson City
Bryson City város az Amerikai Egyesült Államok Észak-Karolina államában, Swain megyében, melynek megyeszékhelye is. Lakosainak száma 1558 fő (2020. április 1.).

## Népesség
A település népességének változása:
| Lakosok száma | 1411 | 1424 | 1558 |
|               | 2000 | 2010 | 2020 |